# Ultracongelador

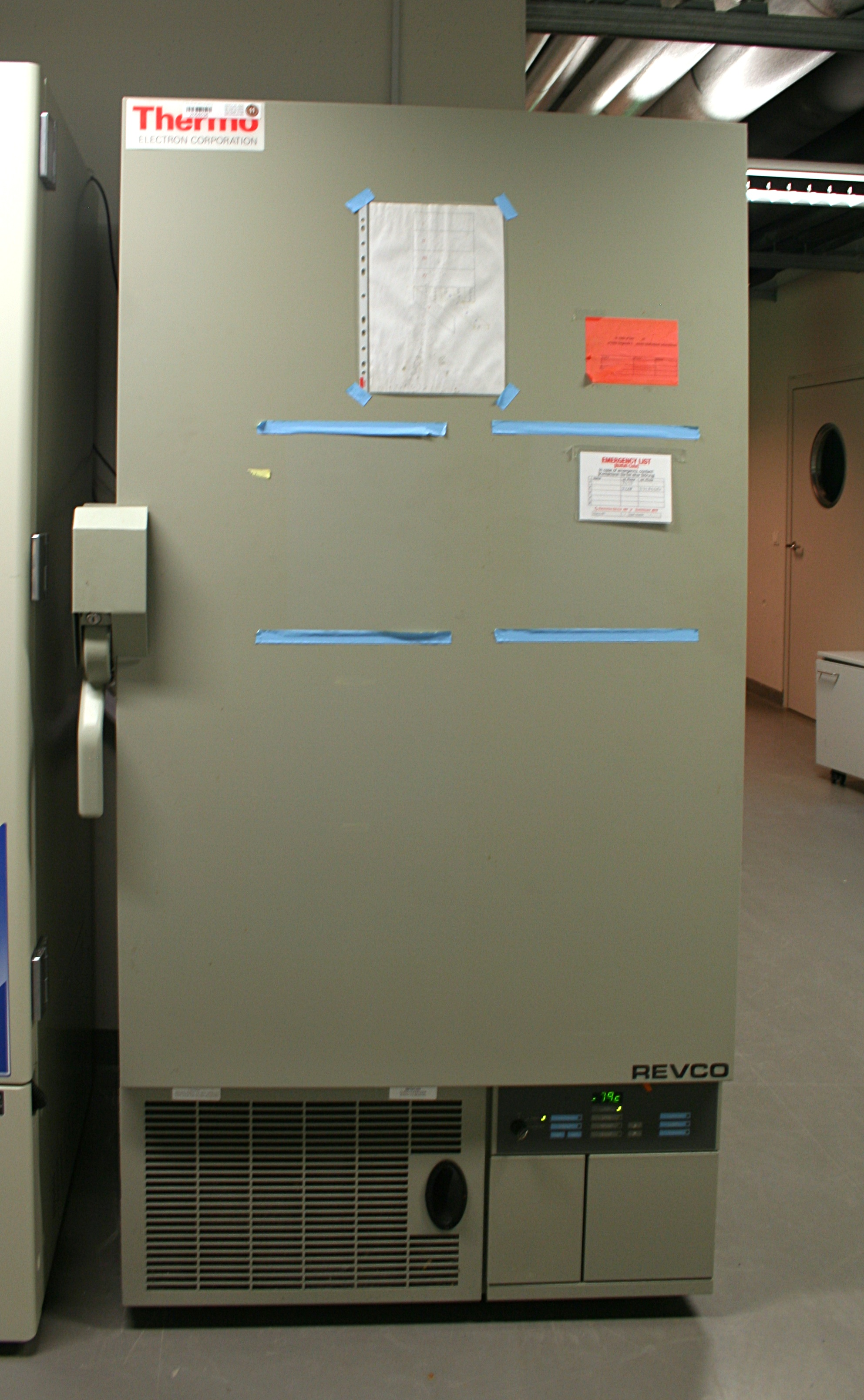
Un ultracongelador vertical estándar de -80 grados

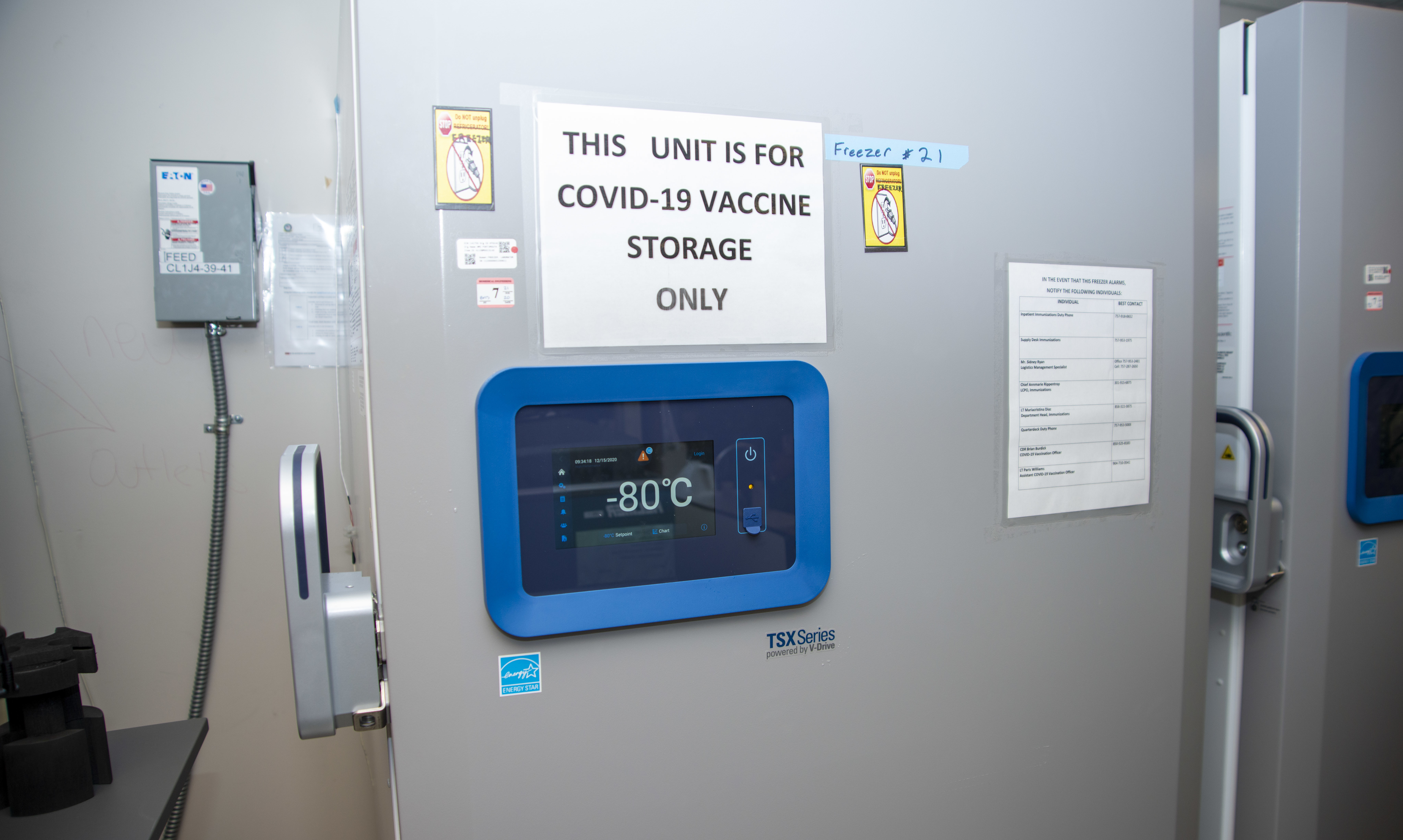
Ultracongelador para la conservación de la vacuna de Pfizer-BioNTech para la COVID-19

Un ultracongelador o congelador de temperatura ultrabaja (ULT, por sus siglas en inglés) es un refrigerador que almacena contenido entre -40 a -86 °C. Un ultracongelador se conoce comúnmente como «congelador de -80», en referencia al estándar de temperatura más común. Los ultracongeladores vienen en formatos de congelador vertical y horizontal.

## Uso

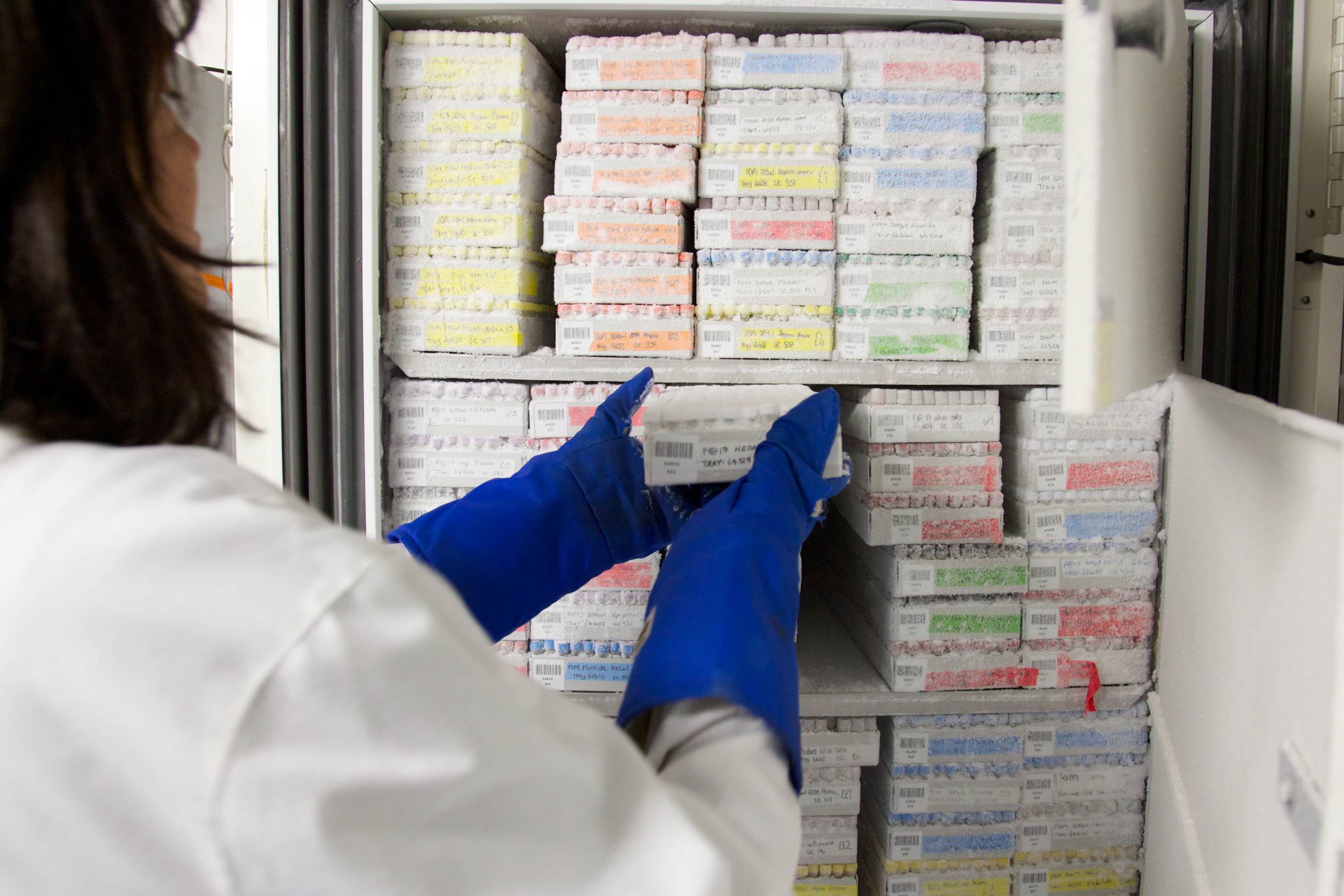
Una científica colocando muestras en un ultracongelador

En contraste con el almacenamiento de muestras a corto plazo de 4 a -20 °C mediante el uso de refrigeradores o congeladores estándar, muchos laboratorios de biología molecular o ciencias de la vida necesitan la criopreservación a largo plazo (incluidas infraestructuras de cadena de frío) de muestras biológicas como ADN, ARN, proteínas, extractos de células o reactivos. Para reducir el riesgo de daños en las muestras, estos tipos de muestras necesitan temperaturas extremadamente bajas de -80 a -86 °C. Las células de mamíferos a menudo se almacenan en vasos Dewar que contienen nitrógeno líquido a -196 °C. Los congeladores horizontales criogénicos pueden alcanzar temperaturas de hasta -150 °C y puede incluir un respaldo de nitrógeno líquido.
Las muestras biológicas en ultracongeladores a menudo se almacenan en tubos de polímero y microtubos, generalmente dentro de cajas de almacenamiento que comúnmente están hechas de cartón, plásticos de polímero u otros materiales. Los microtubos se colocan en cajas de almacenamiento que contienen una rejilla de divisores que normalmente permiten almacenar 64, 81 o 100 tubos. Los ultracongeladores estándar pueden almacenar aproximadamente de 350 a 450 cajas de microtubos.

## Consumo de energía
Debido a la baja temperatura, el ultracongelador consume grandes cantidades de energía eléctrica, y, por lo tanto, su funcionamiento es caro. En 2010, laUniversidad de Stanford tenía más de 2 mil ultracongeladores, que usaban aproximadamente 40 mil millones de BTU de energía y le costaban a la universidad $ 5,6 millones al año. Los ultracongeladores desarrollados más recientemente consumen menos energía.
En los últimos años, algunos científicos han comenzado a sugerir que los laboratorios mantengan los ultracongeladores en -70 °C en lugar de -80 °C para conservar energía y disminuir el desgaste del compresor del congelador.

## Ciclo de refrigeración
Los ultracongeladores que emplean el sistema de refrigeración en cascada utilizan hasta 20 veces la huella energética de los frigoríficos domésticos y se utilizan para refrigerar con fluidos de gases de efecto invernadero (normalmente hidrofluorocarbono R-508B ). Los ultracongeladores modernos emplean mezclas de gases HC (es decir, hidrocarburos ): típicamente, etano y propano. 

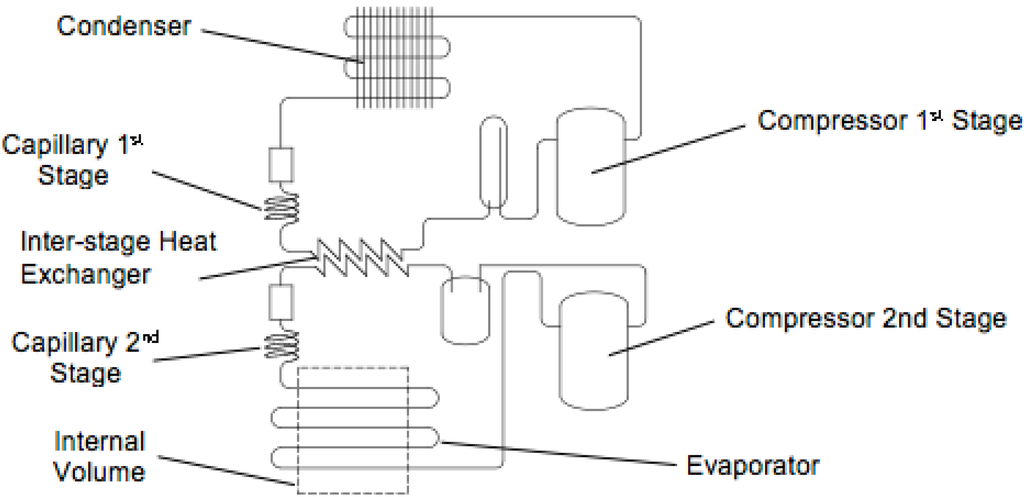
Un diagrama esquemático del proceso de refrigeración en cascada de dos ciclos